# Лукас Милер (веслач)
Лукас Милер (Вецлар, 19. мај 1987) бивши је немачки веслачки репрезентативац. Био је члан Веслачког клуба Германија из Диселдорфа. Веслао је у саставу непобедивог репрезентативног осмерца у периоди од 2010. до 2012, када је освојио златну олимпијски медаљу 2012. у Лондону, два пута титуле светског првака 2010. и 2011. и титулу европског првака 2010.
Златну мадаљи на Играма у Лондону освојио је осмерац у саставу:Филип Адамски, Андреас Куфнер, Ерик Јоханесен, Максимилијан Рајнелт, Рихард Шмит, Лукас Милер, Флоријан Мениген, Кристоф Вилке и кормилар Мартин Зауер.
После Летњих олимпијски игара 2012. прво је узео паузу од спортаи на крају одлучио да оконча успешну веслачку каријеру.